# سان لويس (سانتياغو دي كوبا)

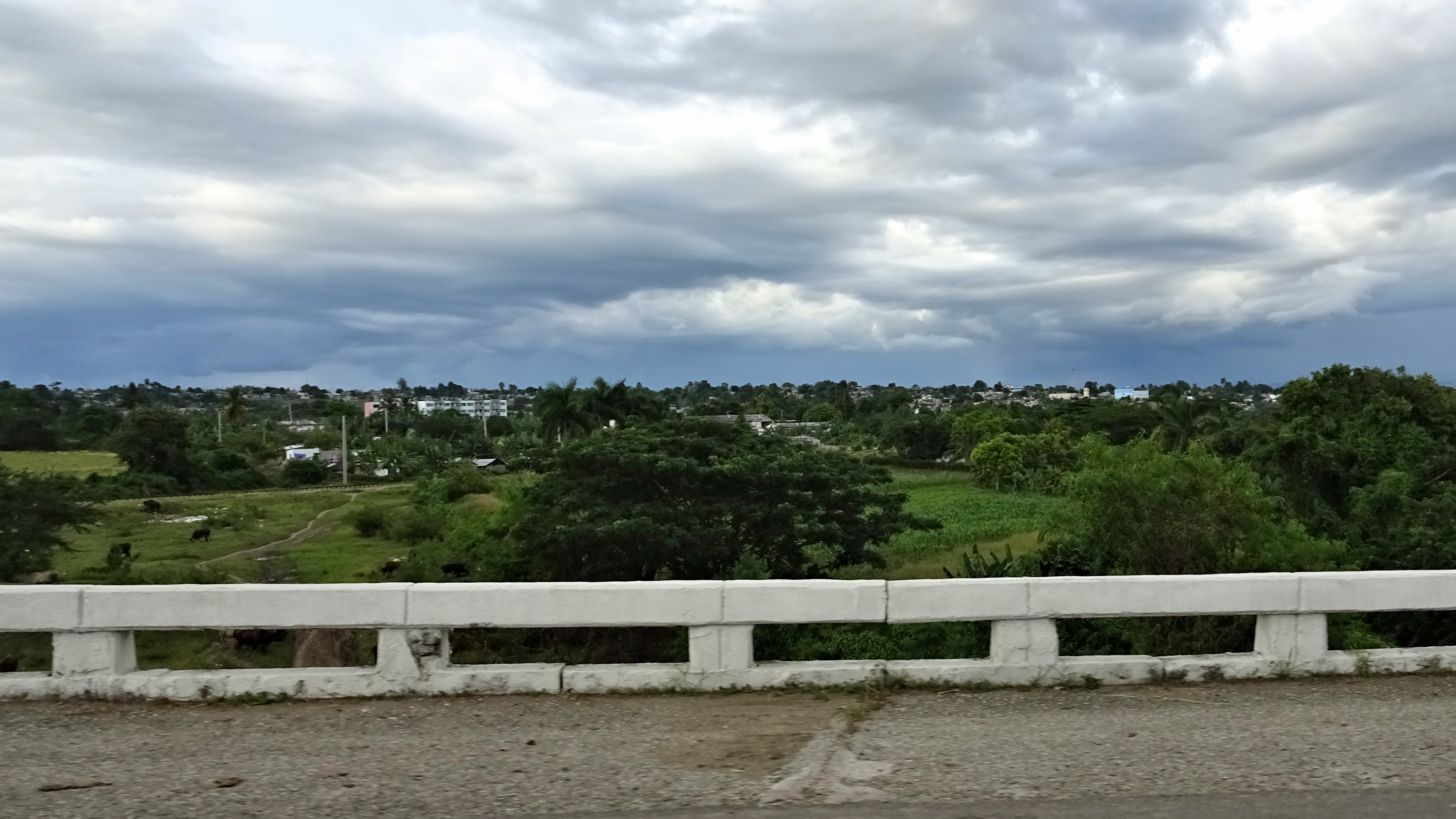

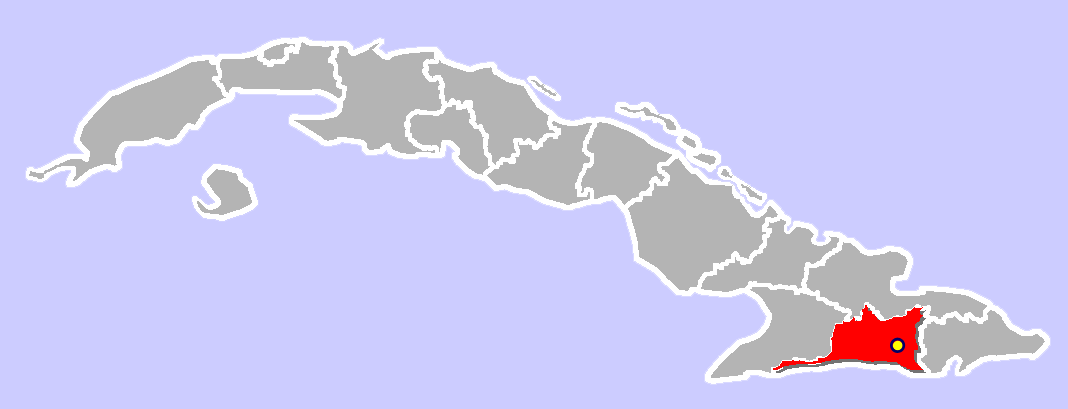
سان لويس في مقاطعة سانتياغو دي كوبا في كوبا

 سان لويس  (بالإنجليزية: San Luis)‏ هي بلدة تقع شمال مقاطعة سانتياغو دي كوبا 19 كم (12 ميل ) في كوبا

## التاريخ
تأسست هذه البلدة فوق مزرعة كانت موجودة وذلك في عام 1827 م، وقد إزدادت عجلة التنمية لهذه البلدة في 19 أغسطس من عام 1898 بسبب إنشاء السكة الحديدية في هذه القرية الصغيرة.

## التركيبة السكانية
في عام 2004م بلغ عدد سكان سان لويس 88,496 نسمة ., مع مساحة إجمالية قدرها 498 كم² (192 ميل مكعب ).
وتنقسم هذه البلدة إلى أحياء عديدة مثل كامينوس دوس، لالوز , ماخاوابو، مونتي دوس ليغواس .

## الاقتصاد
- نمو الاقتصاد بسبب مرور تقاطع السكك الحديدية فيها.
- الزراعة: تجهيز وتداول قصب السكر, زراعة وتحميص البن و زراعة الفواكة.
- التعدين: في رواسب المنغنيز.
- تربية الماشية.
- الصناعة: توجد مصانع السكر .

## توأمة
لسان لويس (سانتياغو دي كوبا) اتفاقيات توأمة مع:
- إلدا

## أعلام
- أوريليو جانيت
- إبراهيم فرير